# Pedicularis subrostrata
Pedicularis subrostrata är en snyltrotsväxtart som beskrevs av Carl Anton von Meyer. Pedicularis subrostrata ingår i släktet spiror, och familjen snyltrotsväxter. Inga underarter finns listade i Catalogue of Life.